# Carlos Layoy
Carlos Daniel Layoy (ur. 26 lutego 1991 w Paso de los Libres) – argentyński lekkoatleta specjalizujący się w skoku wzwyż, medalista mistrzostw Ameryki Południowej na stadionie i w hali, medalista mistrzostw ibero-amerykańskich i igrzysk Ameryki Południowej, uczestnik mistrzostw świata.

## Przebieg kariery
Debiutował w 2008 roku występem na mistrzostwach kontynentu do lat 18, gdzie od razu zdobył złoty medal. Rok później zaś został mistrzem Ameryki Południowej do lat 20. W 2010 był uczestnikiem mistrzostw świata juniorów, zmagania zakończył na 7. pozycji. Brał udział w mistrzostwach Ameryki Południowej w Buenos Aires, na których otrzymał brązowy medal.
W 2018 wywalczył jedyny jak dotąd seniorski tytuł mistrza na imprezie międzynarodowej, Argentyńczyk wtedy sięgnął po złoty medal mistrzostw ibero-amerykańskich. Trzy lata później po raz drugi w karierze został brązowym medalistą mistrzostw Ameryki Południowej, a w 2022 wywalczył tytuł halowego wicemistrza kontynentu. W 2022 wystąpił na mistrzostwach świata, gdzie odpadł w eliminacjach, zajmując w swej kolejce 10. pozycję.
W swej karierze zdobył dziesięć tytułów mistrza kraju – w latach 2011–2014, 2016 oraz 2018–2022.

## Osiągnięcia
| Rok     | Zawody                                             | Miasto              | Miejsce | Wynik  |
| ------- | -------------------------------------------------- | ------------------- | ------- | ------ |
| 2008    | Mistrzostwa Ameryki Południowej juniorów młodszych | Lima                | 1.      | 2,08   |
| 2009    | Mistrzostwa Ameryki Południowej juniorów           | São Paulo           | 1.      | 2,14   |
| 2009    | Mistrzostwa panamerykańskie juniorów               | Port-of-Spain       | 5.      | 2,10   |
| 2010    | Młodzieżowe mistrzostwa Ameryki Południowej        | Medellín            | 4.      | 2,09   |
| 2010    | Mistrzostwa ibero-amerykańskie                     | San Fernando        | 3.      | 2,18   |
| 2010    | Mistrzostwa świata juniorów                        | Moncton             | 7.      | 2,17   |
| 2011    | Mistrzostwa Ameryki Południowej                    | Buenos Aires        | 3.      | 2,20   |
| 2011    | Igrzyska panamerykańskie                           | Guadalajara         | 10.     | 2,18   |
| 2012    | Mistrzostwa ibero-amerykańskie                     | Barquisimeto        | 6.      | 2,19   |
| 2012    | Młodzieżowe mistrzostwa Ameryki Południowej        | São Paulo           | 2.      | 2,19   |
| 2013    | Mistrzostwa Ameryki Południowej                    | Cartagena de Indias | 5.      | 2,19   |
| 2014    | Igrzyska Ameryki Południowej                       | Santiago            | 3.      | 2,18   |
| 2015    | Mistrzostwa Ameryki Południowej                    | Lima                | 6.      | 2,05   |
| 2016    | Mistrzostwa ibero-amerykańskie                     | Rio de Janeiro      | 8.      | 2,15   |
| 2017    | Mistrzostwa Ameryki Południowej                    | Asunción            | 4.      | 2,16   |
| 2017    | Uniwersjada                                        | Tajpej              | 9.      | 2,20   |
| 2018    | Igrzyska Ameryki Południowej                       | Cochabamba          | 3.      | 2,25   |
| 2018    | Mistrzostwa ibero-amerykańskie                     | Trujillo            | 1.      | 2,21   |
| 2019    | Mistrzostwa Ameryki Południowej                    | Lima                | 4.      | 2,10   |
| 2019    | Igrzyska panamerykańskie                           | Lima                | 11.     | 2,10   |
| 2020    | Halowe mistrzostwa Ameryki Południowej             | Cochabamba          | 4.      | 2,16   |
| 2021    | Mistrzostwa Ameryki Południowej                    | Guayaquil           | 3.      | 2,17   |
| 2022    | Halowe mistrzostwa Ameryki Południowej             | Cochabamba          | 2.      | 2,16 = |
| 2022    | Mistrzostwa ibero-amerykańskie                     | La Nucia            | 5.      | 2,18   |
| 2022    | Mistrzostwa świata                                 | Eugene              | 10. H   | 2,21   |
| 2022    | Igrzyska Ameryki Południowej                       | Asunción            | NH H    | N/A    |
| 2023    | Mistrzostwa Ameryki Południowej                    | São Paulo           | 1.      | 2,23   |
| 2023    | Mistrzostwa świata                                 | Budapeszt           | NH H    | N/A    |
| 2023    | Igrzyska panamerykańskie                           | Santiago            | 13.     | 2,15   |
| Źródło: |                                                    |                     |         |        |

## Rekordy życiowe
Jego rekord to 2,25 m i został ustanowiony 6 czerwca 2018 roku w Cochabambie (jest to również rekord kraju). W tym samym mieście zawodnik ustanowił także swój halowy rekord wynoszący 2,16 m (rekord kraju, ustanawiał go w dniach 2 lutego 2020 oraz 20 lutego 2022 roku.